# العرمه العليا (ذي السفال)

تعديل مصدري - تعديل

العرمه العليا محلة تابعة لقرية العرمة، التابعة لعزلة شوائط بمديرية ذي السفال إحدى مديريات محافظة إب في الجمهورية اليمنية، بلغ تعداد سكانها 172 حسب تعداد اليمن لعام 2004.